# Лозанов, Георгий
Георгий Кириллов Лозанов (болг. Георги Кирилов Лозанов; 22 июля 1926, София — 6 мая 2012, Сливен, Болгария) — болгарский педагог и психолог, разработавший в 1960-е годы метод суггестопедии, используемый для ускоренного обучения иностранным языкам. Работы Лозанова послужили стимулом для появления большого количества методов «ускоренного обучения» (accelarative learning). Известен также исследованием феномена Ванги.

## Биография
Окончил Медицинскую академию в Софии (1950 год) и педагогический факультет Софийского университета (1963 год). В 1965 году совершает в софийском Институте специализации и усовершенствования врачей успешную хирургическую операцию без наркоза, благодаря внушению пациенту в бодрствующем состоянии об отсутствии боли (ментальная анестезия).
В 1966 году стал основателем и директором НИИ суггестологии Министерства народного просвещения Болгарии. Институт получил наибольшую известность в связи с тем, что одним из объектов его изучения стала Ванга. Доктор медицинских наук (1971 год). Пользовался покровительством Людмилы Живковой, однако ещё при её жизни начал подвергаться гонениям: в 1979—1989 годах был невыездным и находился под чем-то вроде домашнего ареста. В 1984 году был уволен с должности директора НИИ суггестологии.
С 1985 года директор центра «Суггестология и развитие личности» Софийского университета, но фактически Лозанов был предан в это время забвению, ему было разрешено читать один лекционный курс для студентов-филологов университета. В 1991 году созданный Лозановым НИИ суггестологии был закрыт. В 1993 году учёный смог перебраться в Австрию, где обучил суггестопедии 286 человек со всего мира.
Принимал участие с съёмках документального фильма «Индийские йоги — кто они?».

## Метод Лозанова

### Содержание
Суггестопедия направлена на устранение двух блоков проблем, препятствующих скоростному обучению. Прежде всего, учащимся обычно мешает психологический барьер, связанный с боязнью ошибиться. Поэтому в методе Лозанова большое внимание уделяется тому, чтобы с помощью суггестии внушить обучаемым уверенность в их больших не использовавшихся ещё резервах развития. При этом суггестия используется не как гипноз, а в игровых формах, представляя собой хорошо отрежиссированную актёрскую игру преподавателя.
Затем, суггестопедия задействует дополнительные физические ресурсы организма, используя явление гипермнезии (суперпамяти). Эксперименты показали, что все люди на уровне подсознания обладают сверхпамятью, остаётся только научиться её активизировать. Лозанов и Алеко Новаков выявили, что наилучшей активизации запоминания способствует медленная музыка барокко с темпом от 60 до 64 ударов в минуту, написанная для струнных инструментов (пассивная музыка). Она открывает связь с подсознательным мышлением, гармонизирует левое и правое полушария мозга. В свою очередь, быстрая, высокочастотная музыка Моцарта (активная музыка) даёт мощный энергетический заряд мозгу, а от него всему организму. Чередование пассивной и активной музыки ускоряет обучение в 2—10 раз.
Далее остаётся только подобрать правильные соотношения между длительностью пассивной и активной музыки, способами подачи информации, количеством повторений и т. д. Например, в ходе прослушивания пассивной музыки обучающиеся по методу суггестопедии получают информацию короткими блоками длительностью 4 секунды, чередующимися также 4-секундными перерывами. Один информационный блок вмещает 7 — 8 слов.
Первый недостаток метода в том, что очень многое зависит от личности тренера: наличия у него уникального психолого-педагогического дара игротехника при одновременном безупречном знании иностранного языка. Такое сочетание чрезвычайно редко. Второй недостаток: результативность обучения обратно пропорциональна числу обучающихся в одной группе — 2 - 3, максимум 5 - 7 человек. Поэтому на основе метода сегодня сложился пока узкий рынок дорогостоящих эксклюзивных курсов для обеспеченных клиентов.

### История
Массовые эксперименты по обучению иностранному языку по методу Лозанова были начаты в Болгарии в 1964 году в Институте специализации и усовершенствования врачей (ИСУЛ) в Софии. В 1965 году Лозанов поставил эксперимент, в ходе которого была выучена 1 000 французских слов за один день. В том же году для исследований в области ускоренного обучения иностранных языков была создана научная группа в НИИ педагогики имени Тодора Самодумова в Софии под руководством Г. Лозанова, в следующем году выросшая в самостоятельный НИИ суггестологии.
Ещё в 1970 году метод Лозанова стал известен на Западе благодаря книге американских психологов Ш. Острандер и Л. Шрёдер «Psychic Discoveries Behind the Iron Curtain», эта публикация даже привлекла внимание пентагоновского Института оборонного анализа. В июне 1971 года в Варне прошёл Первый международный симпозиум по проблемам суггестологии, в котором участвовали около 150 учёных из 12 стран. В ходе показательных занятий было выучено 180 французских слов в течение первого урока.
В 1978 году в Софии состоялось специальное заседание рабочей группы ЮНЕСКО, посвящённое суггестопедии. Данное событие усилило нападки на Лозанова со стороны Болгарской академии наук, обвинявшей его метод в «манипуляции, промывании мозгов, программировании».

### Применение в России
В СССР (теперь в России) проблемой ускоренного обучения иностранным языкам занимался Московский государственный педагогический институт иностранных языков имени М. Тореза совместно с Московским государственным педагогическим институтом имени В. И Ленина. Суггестопедия в СССР сначала называлась лозановским методом, затем была переименована в экспресс-метод, а позже в интенсивный метод. Последователями Лозанова в СССР стали Г. А. Китайгородская,И. Г. Назаренко [педагог, лингвист], А. А. Леонтьев, Н. В. Смирнова, И. Ю. Шехтер, В. В. Петрусинский, Л. Г. Денисова (автор учебника Snowball English для 10-11 классов), и другие.

### Список произведений
- Суггестология = Сугестология. — София: Наука и изкуство, 1971. — 518 с. — 5094 экз.
- Основы суггестологии // Проблеми на суггестологията. — София, 1973. — С. 55—70.
- Совм. с Новаковым А. Суггестопедическая методика при обучении иностранным языкам // Проблеми на суггестологията. — София, 1973. — С. 127—135.
- Суггестопедия при обучении иностранным языкам // Методы интенсивного обучения иностранным языкам. Вып. 1. — М., 1973. — С. 9—17.
- Сущность, история и экспериментальные перспективы суггестопедической системы приобучении иностранным языкам // Методы интенсивного обучения иностранным языкам. Вып. 3. — М., 1977. — С. 7—16.
- Suggestology and Suggestopedia — Theory and Practice. Working document for the Expert Working Group (11-16 December 1978, Sofia) (англ.) (pdf). ЮНЕСКО (1978). Дата обращения: 25 января 2014.
- Suggestopaedia – Desuggestive Teaching Communicative Method on the Level of the Hidden Reserves of the Human Mind. — Vienna: International Centre for Desuggestology, 2005. — 140 p.